# Hyperthaema punctata
Hyperthaema punctata är en fjärilsart som beskrevs av Rothschild 1935. Hyperthaema punctata ingår i släktet Hyperthaema och familjen björnspinnare. Inga underarter finns listade i Catalogue of Life.